# Балахович, Иосиф Никодимович
Иосиф (Юзеф, Язеп) Никодимович Балахович — участник Первой мировой, Гражданской войн, генерал-майор Белого движения. Младший брат Станислава Булак-Балаховича.

## Биография
Родился 17 октября 1894 года в семье крестьянина Ковенской губернии, по национальности — белорус, по вероисповеданию — римо-католик. Начальное образование получил в Видзском 4-хклассном городском училище.
В октябре 1914 года добровольцем вступил в Русскую Императорскую Армию и принят охотником в 53-й пехотный запасной батальон. В 1915 году закончил Ораниенбумскую школу прапорщиков. 5 мая 1915 года прибыл в ряды 7-го пехотного Ревельского генерала Тучкова 4-го полк, в рядах которого за отвагу в боях удостоился орденов Святой Анны 4-й степени и Святого Станислава 3-й степени с мечами и бантом. В июле 1915 году производится в подпоручики.
20 мая 1916 года командирован в состав Отряда Особого Назначения при штабе Северного фронта, в котором к этому времени уже служил его старший брат — С.Н. Булак-Балахович. Основной задачей этого отряда были разведка и партизанские действия в тылу врага. 6 июля 1916 года — произведен в поручики. 19 марта 1917 года — произведен в штабс-капитаны. 13 января 1917 года тяжело ранен во время разведки у Лисьего Носа.
После прихода к власти большевиков И.Н. Балахович, как и его брат, вступил в Красную Армию. Вместе с братом был отправлен на подавление крестьянских волнений. Затем вместе с братом Станиславом участвовал в бунте против большевиков в 1918 году, после которого ушёл к белым. Белогвардейским командованием был произведён в подполковники. Оказавшись в рядах Северо-Западной Армии белых, принял участие в первом весенне-летнем походе на Петроград Северо-Западной Армии под командованием А.П. Родзянко.
В августе 1919 года когда после ухода из Северо-Западной Армии своего брата, Иосиф Балахович по представлению брата возглавил конный полк его имени. Во главе этого полка наступал на Петроград осенью 1919 года под командованием Н.Н. Юденича. 12 октября 1919 года Юденич произвёл И.Н. Балаховича в полковники. После провала наступления и отступления белогвардейцев, Балахович оказался на территории Эстонии, где остатки войск Юденича были разоружены и интернированы.
Чтобы продолжить борьбу с большевиками, Иосиф Балахович согласился вступить в ряды эстонской армии. После того, как Эстония заключила с большевиками Тартуский мирный договор, Иосиф Балахович переехал в Польшу, где воссоединился со старшим братом и вступил в формируемую им Русскую Народную Добровольческую Армию. Произведённый Станиславом Балаховичем в генерал-майоры. Принял участие в наступлении РНДА в Белоруссии осенью 1920 года.
После поражения РНДА эмигрировал в Польшу, где участвовал в деятельности антисоветских организаций. 11 июня 1923 года был убит большевистскими агентами. Похоронен в городе Беловеже.

## Награды
- Орден Святой Анны 4-й ст. с надписью «За храбрость» (23.09.1915);
- Орден Святого Станислава 3-й ст. с мечами и бантом (13.10.1915)
- Орден Святого Владимира 4-й ст. с мечами и бантом (Пр. Главнокомандующего армиями Северного фронта № 201, 18.03.1917).

## Семья
Был женат с 1917 года на сестре милосердия Зинаиде Николаевне Пуниной, дочери военврача и родной сестре Леонида Пунина, командира (атамана) Отряда Особого Назначения Северного фронта. Детей не имел.